# Wurst

Verschiedene Wurstsorten in der Markthalle von Roses, Spanien

Wurst ist ein Nahrungsmittel, das traditionell aus zerkleinertem Muskelfleisch, Speck, Salz und Gewürzen, bei bestimmten Sorten auch unter Verwendung von Getreide, Gemüse, Blut und Innereien zubereitet wird.  Die vorbereitete Masse, das Brät, wird in Därme, Blasen oder Mägen gefüllt, durch Abbinden mit Wurstgarn oder Abklammern mit rostfreien Metallklammern in einzelne Würste unterteilt und je nach Sorte durch Kochen oder Backen gegart oder durch Trocknen mit oder ohne zusätzliches Räuchern konserviert. Bei der Wurstherstellung werden auch Kunstdärme, Gläser und Konservendosen verwendet.
Zur Herstellung von Wurst wird Fleisch (vor allem vom Schwein, Rind und Kalb, daneben auch von Lamm, Geflügel (Geflügelwurst), Pferd und Wild) und Speck mit dem Fleischwolf zerkleinert und mit den Gewürzen versetzt. Für feine Würste wird die Masse zusätzlich mit dem Kutter, unter Beifügen von Eisschnee, zu einem homogenen Teig verarbeitet.

## Herstellungsverfahren

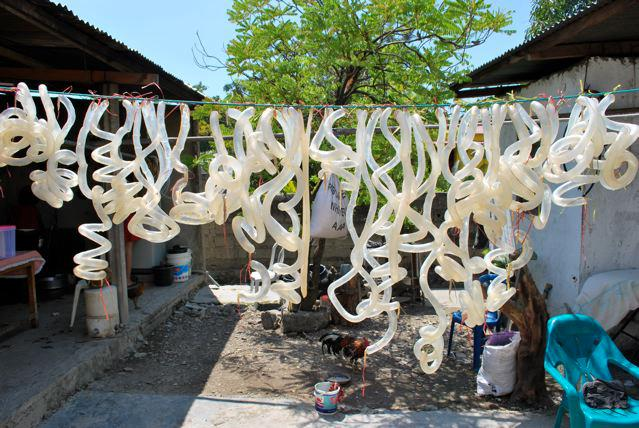
Trocknen von Därmen zur Chouriço-Produktion in Osttimor

In Deutschland versteht man unter dem Oberbegriff Wurstwaren (Würste und wurstartige Erzeugnisse)  unter Verwendung von
geschmackgebenden und/oder technologisch begründeten Zutaten zubereitete schnittfeste oder streichfähige Gemenge aus zerkleinertem Fleisch, Fettgewebe und je nach Sorte teilweise auch Innereien, die geräuchert oder ungeräuchert in Hüllen oder Behältnissen oder auch ohne Hüllen in den Verkehr gelangen;  als „Pasteten“, „Rouladen“ oder „Gelantinen“ bezeichnete Fleischerzeugnisse gelten nicht ohne weiteres, Fleischklopse (Fleischbällchen, Frikadellen) gelten nie als Wurstwaren; Einsatz von Salzen oder Speck ist also nicht vorausgesetzt.
Nach den Herstellungsverfahren unterscheidet man drei Gruppen:

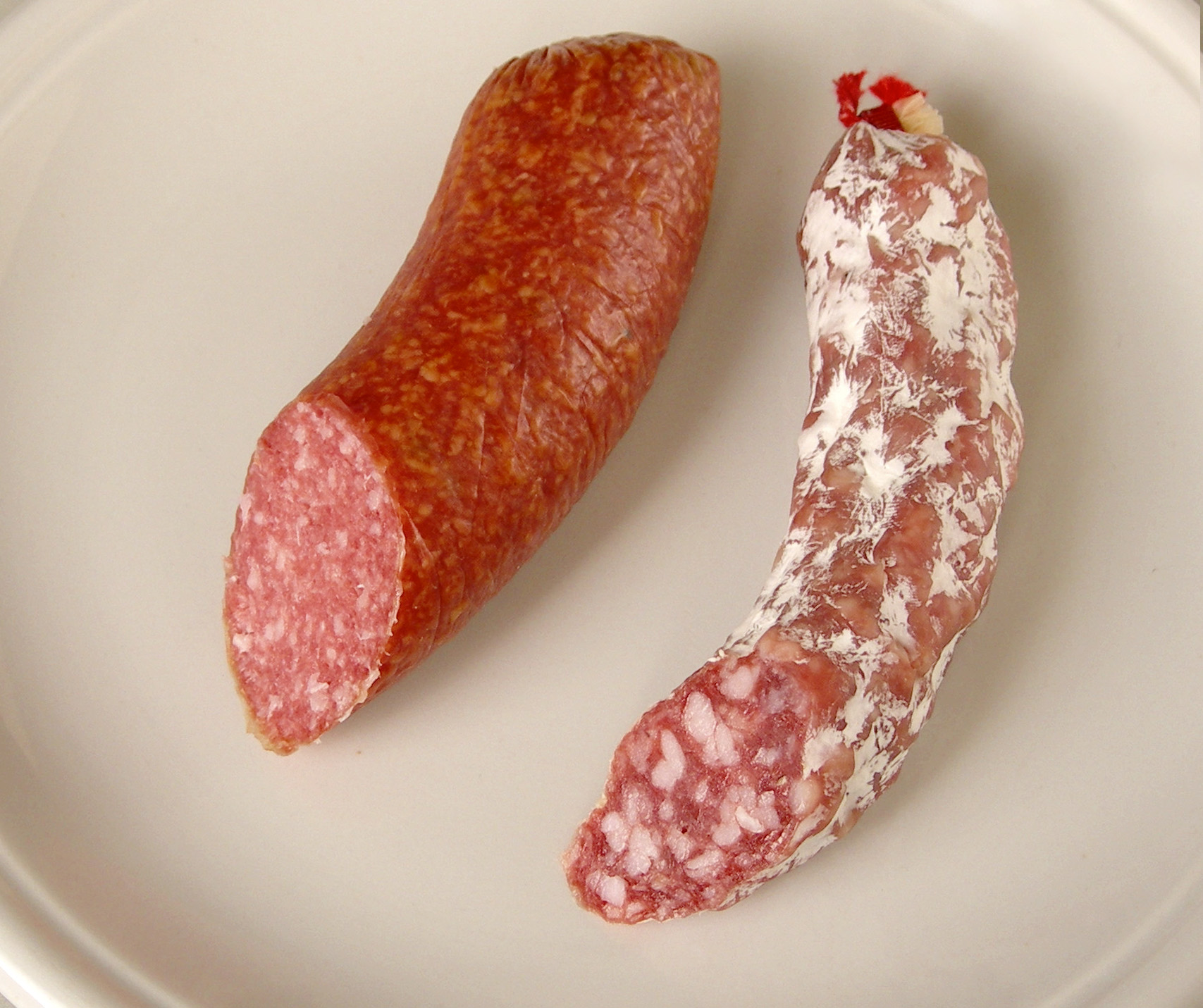
Rohwurst: 1) Geräucherte Mettwurst im Kunstdarm, 2) luftgetrocknete Salami im Naturdarm
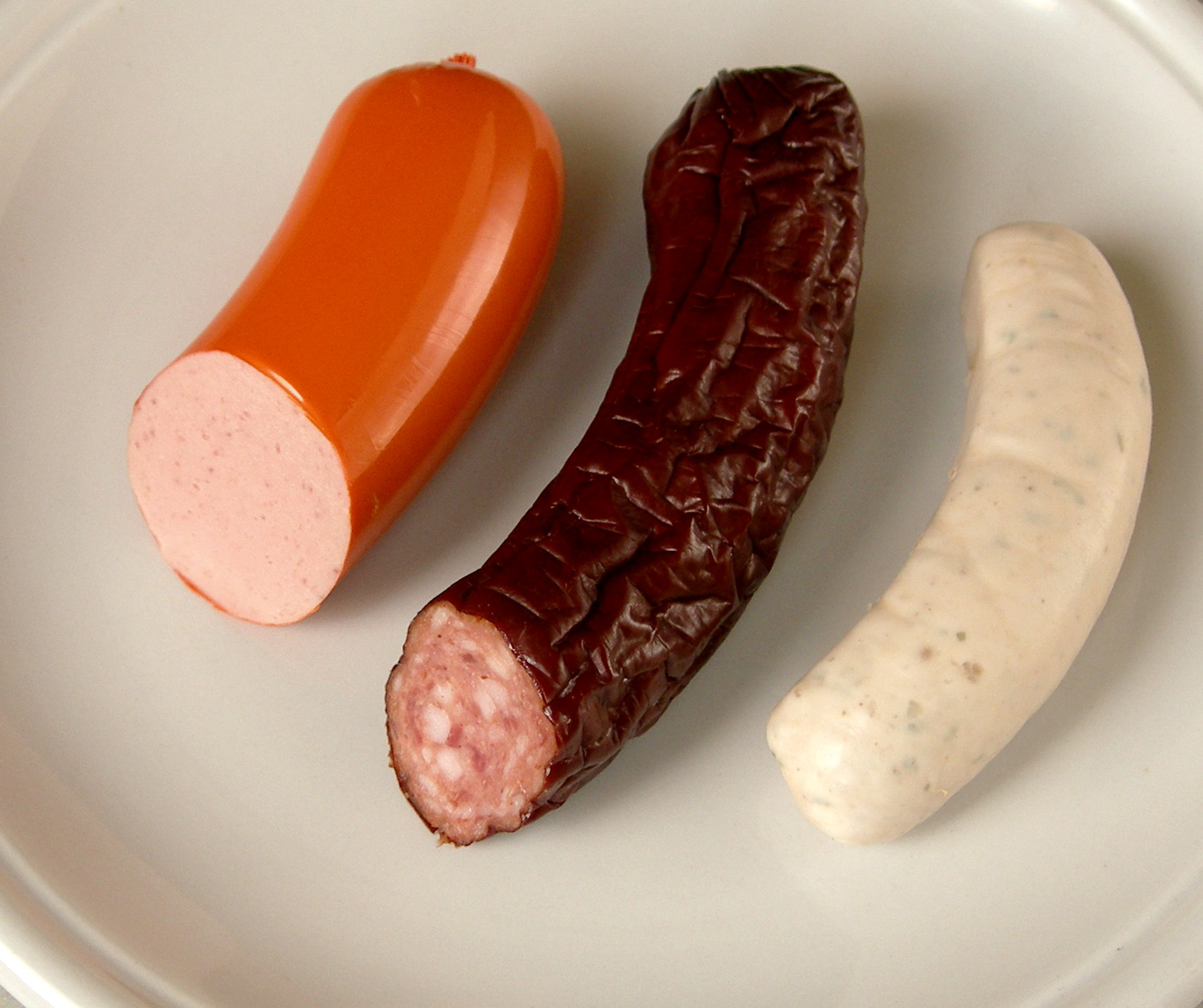
Brühwurst: 1) Geräucherte Fleischwurst (Lyoner) im Kunstdarm, 2) heißgeräucherte und getrocknete Dauerwurst aus Österreich im Kunstdarm, 3) Weißwurst im Naturdarm
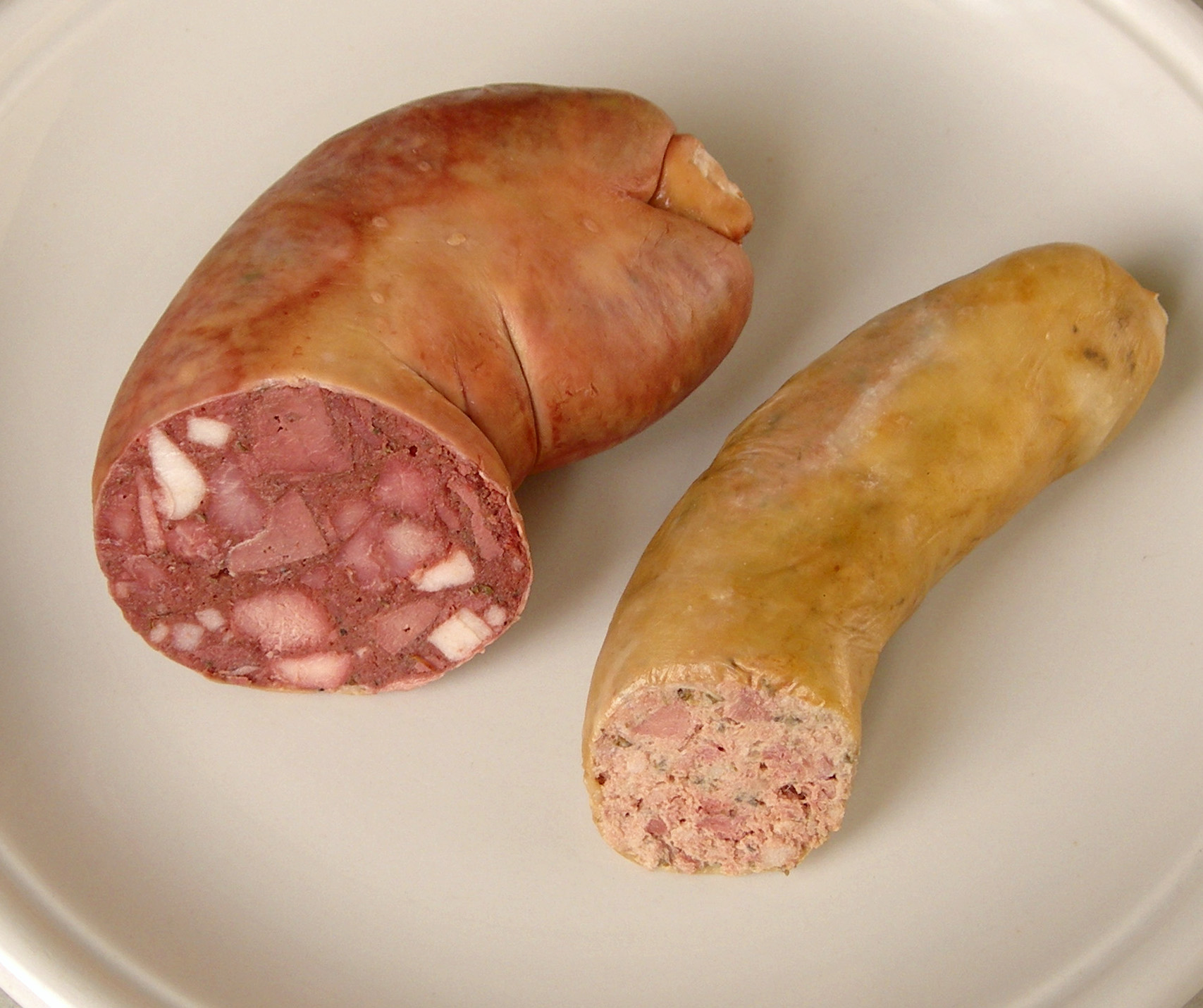
Kochwurst: 1) Geräucherte Blutwurst im Naturdarm, 2) geräucherte hessische Leberwurst im Naturdarm

### Rohwurst
Rohwurst besteht aus rohem Fleisch, Speck und Gewürzen und wird entweder frisch verzehrt oder durch Trocknen bzw. Räuchern konserviert. Vor dem Räuchern erfolgt ein Reifungsprozess, in dem die Wurst umrötet, ihre Konsistenz und ihr Aroma entwickelt. Bei der Reifung spielen zusätzlich Milchsäurebakterien, teils auch Edelschimmel, eine Rolle. Rohwürste werden unterteilt in streichfähige und schnittfähige Rohwürste. Typische streichfähige Rohwürste sind die nicht oder nur kurz gereifte Mett- und Teewurst. Typische schnittfeste Rohwürste sind die länger gereiften, harten Dauerwürste wie Ahle Wurst, Chorizo, Landjäger, Salami, Walliser Trockenwurst und Zervelatwurst.

### Brühwurst
Brühwurst wird meist aus sehr feinem Brät, häufig unter Zusatz von Pökelsalz, hergestellt. Dem Brät wird Wasser oder Eis zugesetzt und die Würste werden, nach einem möglichen Heißräuchern, gebrüht oder bei mäßiger Temperatur gebacken. Dem Brät können auch Einlagen wie Speck- oder Schinkenwürfel zugesetzt sein. Bekannte Brühwürste sind Frankfurter und Wiener, Mortadella, Lyoner (Fleischwurst) und Weißwurst. Im weiteren Sinn gehört auch Leberkäse zu den Brühwürsten. Brühwürste werden eingeteilt in Brühwürstchen (Kaliber bzw. Durchmesser unter 32 mm), fein zerkleinerte Brühwürste (Fleischwurst, Lyoner), grobe Brühwurst (Bierwurst, Jagdwurst) und Brühwurst mit Einlagen, wie Bierschinken.

### Kochwurst
Kochwurst wird vorwiegend aus bereits gekochten Zutaten hergestellt. Nur beim Überwiegen von Leber, Speck oder Blut kann der Anteil an rohen Zutaten vorherrschen. Kochwürste erhalten ihre Bindung über geronnenes Lebereiweiß und durch das beim Abkühlen erstarrte Fett (zutreffend bei Leberwürsten), durch das beim Abkühlen erstarrende Gelee bzw. Kollagen (zutreffend bei Sülzwürsten) oder durch das geronnene Bluteiweiß und das aus den Schwarten austretende und beim Abkühlen verfestigte Kollagen (zutreffend bei Blutwürsten). Kochwürste werden nach dem Füllen noch einmal gegart, teilweise auch geräuchert. Zu den Kochwürsten gehören alle Blut- und Leber- und Sülzwürste wie Kalbsleberwurst, Rotwurst, Grützwurst, Presskopf, Corned Beef, Schwartenmagen, Pfälzer Saumagen und Haggis.

## Zutaten
Einzelne Spezialitäten werden auch mit anderen Zutaten angereichert wie bestimmte Salamisorten mit Nüssen (auch die französische Saucisson aux noisettes), Pfälzer Saumagen mit Kartoffeln, und in neuerer Zeit Käseknacker mit Käse sowie eine Vielzahl von Aufschnittsorten mit Gemüse oder mit Pilzen, meist Champignons. In Mittelmeerländern wird statt Zwiebeln auch Knoblauch verwendet. Weitere Zutaten können regionale Spezialitäten sein, in Italien Pistazien und Grappa, in Frankreich Edelkastanien oder im Schwarzwald Kirschwasser. Französische Andouille und Andouillette werden ausschließlich aus Innereien hergestellt.

## Würste und Würstchen
Würste und Würstchen gibt es in vielen Längen, Stückgewichten und Kalibern. Zu den größten Würsten zählt beispielsweise die italienische Mortadella mit bis zu 100 kg Gewicht und Durchmessern bis zu 300 mm. Zu den kleinsten Würstchen zählen u. a. Cocktailwürstchen, sie wiegen nur ca. 30 Gramm, oder Nürnberger Rostbratwurst, welche nur 7 bis 9 Zentimeter lang ist.

## Aufschnitt
Aufschnitt wird aus schnittfester Wurst hergestellt und als Brotbelag (Wurstbrot) und für Kalte Platten verwendet. Auch feingeschnittenes Fleisch (Kochschinken, Rohschinken, Trockenfleisch) und aufgeschnittener Schnittkäse wird als Aufschnitt bezeichnet.

## Terrine
Verwandt mit der Wurst ist die Terrine, eine teiglose Variante der Pastete.

## Wurstfehler
Technisch, chemisch oder mikrobiell verursachte, qualitätsmindernde Eigenschaften von Würsten und Wurstwaren, die nicht notwendigerweise mit Verderb in Beziehung stehen, bezeichnet man als Wurstfehler. Hierzu zählen:
Gefrierbrand
Austrocknung des Fleisches durch zu langsames Einfrieren der Wurst unter −20 °C
Kurzes Brät
Zerstörung der Emulsion durch übermäßiges Kuttern
Platzen der Wurst
Zerstörung der Wursthülle durch zu schnelles Erhitzen oder Erhitzen auf eine zu hohe Temperatur
Austreten von Fett
Verursacht durch zu starkes Erhitzen: bei geräucherten Rohwürsten durch zu heißen Rauch, bei Kochwürsten durch zu langes Kochen
Farbabweichungen
Beispielsweise bei gepökelten Würsten durch unzureichende Umrötung oder Auftreten eines grünlichen Schimmers durch Bildung von Porphyrinen aus den Pigmenten
Geschmacksabweichungen
Beispielsweise durch Reifen in überalterter Lake oder durch Räuchern mit falsch gelagertem Holz
Häufige Wurstfehler von Rohwürsten sind grauer oder trockener Rand, grauer Kern, Rissbildung, unklares Schnittbild und Verschimmeln. Auch Brühwürste können grau gefärbt sein, können aufplatzen oder ungeräucherte Sattelstellen (Knicke nahe den Wurstenden) aufweisen. Bei Kochwürsten treten ein noch blutiger Kern, saurer Geschmack, Fettabsatz und unzureichende Bindung auf.

## Wurstimitate
Optisch und geschmacklich ähnliche Fleischimitate werden durch die Hersteller zum Beispiel aus den Ersatzstoffen Soja, Eiklar und Quorn bzw. generell proteinhaltigen meist pflanzlichen Extrudaten hergestellt und als „vegetarische Wurst“ oder „vegetarischer Aufschnitt“ vertrieben. Eiklar als Hauptbestandteil (mit 70 %) ist mit Veganismus unvereinbar, weil es von Hühnern stammt.

## Geschichte
Wurst war und ist das Produkt des Wunsches nach möglichst vollständiger Verwertung des (geschlachteten) Tieres. Durch die Verarbeitung zu Wurst kann Fleisch länger haltbar und verzehrfertig verpackt sein. Die ersten Würste, wenn auch nicht im heutigen Sinne, wurden vermutlich bereits in früher Zeit hergestellt.
Bereits im 7./8. vorchristlichen Jahrhundert besingt Homer in seinem Epos Odyssee, wie sich Odysseus zu einem unfairen, unehrenhaft erscheinenden Faustkampf herausfordern lässt, in dem es um die Wurst ging, nämlich sich den besten mit Blut und Fett gefüllten Ziegenmagen vom Feuer zu nehmen. Zu den Legenden gehört möglicherweise die Geschichte, dass blutgefüllte Tierdärme von den griechischen Kriegern mit in die Schlacht genommen wurden, um göttlichen Beistand zu erhalten.
Eine erste chinesische Erwähnung einer Wurst findet sich um das Jahr 589 v. Chr., bei dieser wurden Lamm- und Ziegenfleisch verwendet. Kenntnisse der antiken Griechen und Römer in der Herstellung von Wurst zeigt auch die Behandlung der Lucanicae in der Rezeptesammlung von Apicius aus dem 4. Jahrhundert n. Chr.; sie ist ein Beispiel für einen lateinischen Begriff für ein Lebensmittel, der in die griechische Sprache einging. Seit der Antike verbreitete sich die Wurstfertigung über Europa, so etwa auch nach Schottland, siehe Haggis. Die Lagerung von Wurst brachte spezielle Möbel hervor, z. B. die Wurstkrone.

## Gesundheitsrisiken
Rohrman et al. veröffentlichten im März 2013 eine Analyse der EPIC-Daten, die den Zusammenhang zwischen dem Konsum von unter anderem verarbeitetem Fleisch und dem Risiko für einen frühen Tod untersuchte. Die Forscher werteten die Daten von insgesamt 448.568 Männern und Frauen aus, die zu Studienbeginn noch nicht an Krebs erkrankt waren und auch keinen Schlaganfall oder Herzinfarkt gehabt hatten. Bei allen Teilnehmern war bekannt, wie sie sich ernährten, wie viel sie sich bewegten, ob sie rauchten und wie ihr Body-Mass-Index war. Am Anfang der Studie waren alle Teilnehmer zwischen 35 und 69 Jahre alt. Sie stammten aus zehn europäischen Ländern und wurden im Durchschnitt 12,7 Jahre lang begleitet. 26.344 Teilnehmer starben in diesem Zeitraum. Die Analyse zeigte, dass der Konsum von verarbeitetem Fleisch statistisch signifikant mit einer höheren Sterblichkeit korreliert: Jene Teilnehmer, die täglich mehr als 160 Gramm verarbeitetes Fleisch aßen, hatten ein 44 Prozent höheres Risiko, in der Zeit der Studie zu sterben, als Teilnehmer, die nur rund 20 Gramm pro Tag verzehrten. Die Wissenschaftler erklärten sich dieses Analyseergebnis damit, dass verarbeitetes Fleisch häufig einen viel höheren Fettanteil als unverarbeitetes Fleisch hat und mit Speisesalz und anderen potentiell gesundheitsschädlichen Stoffen behandelt wird.

## Redewendungen
Eine Reihe von Redewendungen bezieht sich auf die Herstellung oder das Aussehen von Würsten. „Gesetze sind wie Würste, man sollte besser nicht dabei sein, wenn sie gemacht werden“ oder „Je weniger die Leute wissen, wie Würste und Gesetze gemacht werden, desto besser schlafen sie!“ werden Otto von Bismarck zugeschrieben; aber das Bonmot geht auf den amerikanischen Dichter John Godfrey Saxe (1816–1887) zurück und wird seit den 1930er Jahren mit Bismarck in Verbindung gebracht.
Die Wendung „Ist mir Wurst“ oder „Ist mir Wurscht“ im Sinne von „Ist mir gleichgültig“ stammt aus der Studentensprache; ihre Bedeutung ist ungeklärt. Es könnte sich um eine Verkürzung von ist mir Wurst wie Pelle handeln und eine Analogiebildung zu Jacke wie Hose. Hans-Martin Gauger hält eine vulgäre Assoziation mit scheißegal nicht für ausgeschlossen, Wolfgang Seidel sieht die Wurst im Hinblick auf das mit ihr verbundene alltägliche Wurstbrot als „Inbegriff des Alltagseinerleis“.
Weitere gängige Redewendungen sind „Es geht um die Wurst“ (= „Jetzt kommt es zur letzten Entscheidung“) und „Alles hat ein Ende, nur die Wurst hat zwei“.
„Schiebewurst“ meint scherzhaft die Methode, in Zeiten der Armut und Not wenig Wurst mit viel Brot zu essen.
Ein über Metzger kursierender Witz lautet: Beim Wurstmachen sagt der Meister zum Lehrling: „Wenn das rauskommt, was hier reinkommt, kommen wir rein und nicht wieder raus.“
Hanswurst ist ein Spott- und Schimpfwort, eine derb-komische Gestalt der deutschsprachigen Stegreifkomödie seit dem 16. Jahrhundert.